# Éliane Radigue
Éliane Radigue (Parijs, 24 januari 1932) is een Franse componiste van minimalistische muziek. Ze kiest ervoor om enkel gebruik te maken van aanhoudende geluiden, bekend als drones. Zij plaatst de schoonheid hiervan op het kruispunt van minimalistische, elektronische en spectrale stromingen. De spirituele dimensie van haar composities geeft haar muziek een meditatief karakter. Tot 2000 componeerde ze haar werken met behulp van een ARP 2500 modulair systeem en bandrecorders. Sinds 2002 werkt ze samen met verschillende muzikanten aan stukken voor akoestische instrumenten.

## Biografie
Éliane Radigue is geboren en getogen in Parijs en vervolgens getrouwd met de kunstschilder Arman in Nice, met wie ze drie kinderen had.. Ze komt in Nice in aanraking met de hele groep van Nice en andere kunstenaars zoals Ben Vautier, Robert Filliou, Yves Klein.
Ze studeerde piano en harp en waagde zich al op jonge leeftijd aan het componeren. Haar werk begon in de jaren vijftig nadat zij voor het eerst op de radio een programma had gehoord dat gewijd was aan Pierre Schaeffer, de initiatiefnemer van de musique concrète, een muziekgenre dat meestal geassocieerd wordt met de Europese experimentele muziek uit de tweede helft van de 20e eeuw. Kort daarna ontmoette ze hem op een conferentie gewijd aan Gurdjieff. Hij nodigde haar uit in de Studio d'essai en zij werd een van zijn studenten en werkte in de studio wanneer ze in Parijs verbleef. Eind jaren vijftig beëindigde ze haar samenwerking met de Studio d'essai en wijdde ze zich aan het geven van lezingen over la musique concrète.
Éliane Radigue en Arman woonden in Nice tot hun scheiding eind 1967. Ze verhuisde vervolgens naar Parijs en ging weer componeren en was daar Pierre Henry’s assistente. Ze werkte mee aan de compositie van het stuk L'Apocalypse de Jean. In de Studio d’essai had ze al wat bewerkingen gedaan voor het stuk L'occident est bleu. In de Apsome studio ontwikkelde ze haar techniek en begon ze stukken te componeren waarin we muzikale elementen vinden die later de originaliteit van haar muziek zouden vormen:
- Het gebruik van aanhoudende tonen;
- Fluitende en rondzingende tonen;
- Extreme tijddilatie;
- Minieme variaties in de geluidscomponenten.

Al deze praktijken staan ver af van de idealen van Schaeffer en Henry. Hierdoor neemt ze wat afstand van Groupe de recherches musicales en werkt ze met studioapparatuur in haar huis (microfoons, bandrecorder). Tegelijkertijd maakte ze reizen naar de Verenigde Staten, waar ze vele minimalistische componisten ontmoette: La Monte Young, Alvin Lucier, Charlemagne Palestine, James Tenney, Steve Reich, Philip Glass, Phill Niblock.
In 1970 bracht ze een jaar door in New York, waar ze begon te werken met synthesizers aan de New York-universiteit, in een studio die ze deelde met Laurie Spiegel. Ze componeerde daar haar eerste werken die uitsluitend gebaseerd waren op het gebruik van de synthesizer, een Buchla-model geïnstalleerd door Morton Subotnick. Daar ontdekte ze de synthesizer die tot 2000 haar instrument zou worden, de modulaire synthesizer ARP 25001. In de loop van de tijd werden haar composities meer experimenteel met bewerkingen van geluidsbanden, het gebruik van fluitende tonen en sounddesign.
Het werk van Radigue is ook sterk beïnvloed door het boeddhisme. In het begin van de jaren 2000 werkte ze samen met Kasper Toeplitz en verruilde ze de synthesizer voor akoestische instrumenten.

## Muziekstukken
Haar werk is verdeeld in drie periodes:
1. 1968-1971: werken gecomponeerd op grond van rondzingende tonen of eindeloze gebruik van geluidsbanden die niet meer synchroon lopen met de tijd.
2. 1971-2001: werken gecomponeerd met de ARP2500 en de montage van geluidsbanden.
3. sinds 2002: werken bestemd voor akoestische instrumenten.

Het is moeilijk om Eliane Radigue's muziek te classificeren omdat ze afwijkt van de belangrijkste "gebruikelijke" trends van de hedendaagse muziek. Haar muziek maakt gebruik van schrijf- en compositietechnieken die gebaseerd zijn op de minimalistische stroming, maar ook, door de manier waarop ze het instrument gebruikt, op een elektroakoestische stroming. De componiste creëert een klankruimte die lage, dichte en ononderbroken geluiden combineert die zich in de loop van het werk heel subtiel ontwikkelen.
Na de presentatie van de eerste van haar Adnos in 1974 in Mills College, op uitnodiging van Terry Riley, bemerkte een groep bezoekende Franse studenten de diepgaande verbinding tussen haar muziek en meditatie, en stelde haar voor om zich te verdiepen in het Tibetaans boeddhisme. Later bekeerde ze zich tot deze religie en wijdde zich drie jaar aan de Tibetaanse meester Pawo Rinpoche, die haar vervolgens terugstuurde naar haar muziek.
Ze ging weer componeren volgens dezelfde methoden en met hetzelfde doel als voorheen, en voltooide Adnos II in 1979 en Adnos III in 1980. Toen kwam de serie werken gewijd aan Milarepa, de grote Tibetaanse yogi die geroemd werd om de Mille Chants die de basis vormen van zijn leer. Songs of Milarepa gevolgd door Jetsun Mila, herinneren aan het leven van deze grote meester. Deze werken zijn gecomponeerd met de ondersteuning van een "bourse à la création", een beurs in opdracht van de Franse culturele diensten.
Eind jaren tachtig en begin jaren negentig van de twintigste eeuw wijdde ze zich aan een uniek drie uur durend werk, misschien wel haar meesterwerk, de Trilogie de la mort (Trilogie van de Dood), waarvan het eerste deel, Kyema, Intermediate State, het continuüm van de zes staten van bewustzijn volgt. Een werk dat beïnvloed is door het Tibetaans dodenboek, door haar meditaties en door de dood van Pawo Rinpoché en de dood van haar zoon Yves Arman. Het eerste deel van de trilogie, Kyema, is haar eerste gepubliceerde opname. Deze opname verschijnt op label X Ivan Phill Niblock.
In 2000 componeert ze in Parijs haar laatste elektronische stuk l'Ile Re-sonante, dat in 2006 de Golden Nica ontvangt op het festival Ars Electronica in het Oostenrijkse Linz.
In 2004 componeerde ze op verzoek van bassist en elektronicacomponist Kasper T. Toeplitz haar allereerste instrumentale werk, Elemental II. Het werd opgenomen op het label r.o.s.a., een label dat Toeplitz speciaal voor de publicatie van dit werk creëerde (het stuk werd vervolgens opgenomen door de improvisatiegroep op de laptop The Lappetites, waar ze zich bij aansloot. Ze werkte mee aan hun eerste album Before the Libretto op het label Quecksilber in 2005).
Sindsdien heeft ze zich toegelegd op composities voor zuiver akoestische instrumenten. Eerst componeerde ze met de Amerikaanse celliste Charles Curtis het werk Naldjorlak in december 2005 in New York. Sindsdien is het stuk uitgevoerd tijdens een dertigtal concerten in Europa en de Verenigde Staten. Daarna componeert ze in december 2007 Naldjorlak II voor twee basklarinettisten, Carol Robinson en Bruno Martinez op het festival van Aarau (Zwitserland). Deze drie musici hebben daarna samengewerkt met Éliane Radrigue in het trio Naldjorlak III. Het drieluik Naldjorlak werd gepresenteerd in Bordeaux op 24 januari 2009. In juni 2011 componeerde ze in Londen haar eerste soloharpstuk Occam I, uitgevoerd door Rhodri Davies.
Haar musique concrète, met de elektronische techniek wordt, op haar verzoek, regelmatig uitgevoerd door l’orchestre de hauts-parleurs, door Emmanuel Holterbach en Lionel Marchetti.

## Selectie uit haar composities
- Chry-ptus New York Cultural Art Center, 1971
- 7th Birth New York, 1972
- Geelriandre Théâtre de la Musique, Parijs, 1972
- Psy 847 The Kitchen, New York, 1973
- Arthesis Theater Vanguard, Los Angeles, 1973
- Biogenesis and Transamorem Transmortem The Kitchen, New York, 6 maart 1974
- Adnos Festival d'Automne, Paris, 1974
- 7 petites pièces pour un Labyrinthe Sonore GERM, Parijs, 1975
- Adnos II Mills College, Oakland, 1980
- Adnos III, Prélude à Milarepa, Experimental Intermedia Foundation, New York, 1982
- 5 Songs of Milarepa San Francisco Art Institute, 1984
- Jetsun Mila, Vie de Milarepa, GERM, Parijs, 1986
- Kyema New Langton Arts, San Francisco, 1988
- Kailasha Experimental Intermedia Foundation, New York, 1991
- Koume Mamac, Festival MANCA, Nice, 1993
- Elemental II Festival Cités soniques, CCmix, 24 januari 2004
- Naldjorlak Tenri Cultural Institute, New York, 5 december 2005
- Occam I Christ Church Spitalfields, Londen, 14 juni 2011

## Discografie
- E = A = B = A + B (2 x 7" limited edition) (Galerie Yvon Lambert, 1969 reprise par Povertech Industries, 2000)
- Songs of Milarepa (single disc) (Lovely Music, 1983)
- Jetsun Mila (Lovely Music, 1987)
- Kyema, Intermediate States (Experimental Intermedia, 1992)
- Mila's Journey Inspired by a Dream (Lovely Music, 1992)
- Biogenesis (Metamkine, 1996)
- Trilogie de la Mort (Experimental Intermedia, 1998)
- Songs of Milarepa (two discs) (Lovely Music, 1998)
- Adnos I-III (Table of the Elements, 2002)
- Geelriandre / Arthesis (Fringes Archive, 2003)
- Elemental II (Records of Sleaze Art, 2004)
- L'Ile Re-sonante (Golden Nica, Ars Electronica 2006, Shiiin, 2005)
- Chry-ptus (Schoolmap, 2007)
- Naldjorlak pour Charles Curtis, (Shiiin, 2008)
- Jouet Electronique / Elemental I (Alga Marghen, 2010)
- Feedback Works (Alga Marghen, 2012)
- Naldjorlak I II III (Shiiin, 2013)
- Opus 17 (Alga Marghen, 2013)
- Ψ 847 (Oral, 2013)
- Occam Ocean 1 (Shiiin, 2017)

De tripel-cd Trilogie de la mort bevat  Kyema Intermediate states.
Le double album Songs of Milarepa bevat  Mila's Journey Inspired by a Dream.

### MetThe Lappetites
- Before the Libretto (Quecksilber, 2005)

- Bibsys: 1507616674208
- Bibliothèque nationale de France: cb14071275v (data)
- Gemeinsame Normdatei: 140880097
- International Standard Name Identifier: 0000 0000 7841 1820
- Library of Congress Control Number: nr92013605
- Nationale Bibliotheek van Letland: 000337410
- MusicBrainz: 32981181-5e3f-4160-a872-625980035593
- Nationale Bibliotheek van Tsjechië: js20060922031
- SNAC: w6086c3r
- Système universitaire de documentation: 171946782
- Virtual International Authority File: 84254310
- WorldCat: E39PBJfCrjp7QwFQvHbm7V97HC